# Laboratoire Aimé-Cotton
Le laboratoire Aimé-Cotton (LAC), situé à Orsay, est une unité mixte de recherche (UMR no 9025) du Centre national de la recherche scientifique (CNRS) et de l'université Paris-Saclay.

## Histoire
Le laboratoire Aimé-Cotton est créé en 1927 comme annexe du Laboratoire des recherches physiques de la faculté des sciences de l'université de Paris, à l'occasion de la construction du Grand électro-aimant de l'Académie des sciences à Meudon-Bellevue, dont Aimé Cotton, à l'origine du projet dès 1914, annonce solennellement l'achèvement le 9 juillet 1928 . Premier directeur du laboratoire du Grand électro-aimant de Bellevue, Aimé Cotton a comme successeurs en 1941 Gaston Dupouy puis, en 1950, Pierre Jacquinot.
Successivement « laboratoire de l'électro-aimant et des basses températures », « laboratoire des basses températures », « laboratoire des basses températures et des champs magnétiques intenses » puis « laboratoire de magnétisme et de magnéto-optique », le laboratoire prend en 1951, à l'initiative de Pierre Jacquinot et non sans qu'il se soit heurté à l'objection qu'on n'avait jamais baptisé un laboratoire du CNRS du nom de quelqu'un, le nom de laboratoire Aimé-Cotton (LAC). Concurrencé, à Bellevue même, par le laboratoire de magnétisme de Charles Guillaud, le LAC (dont Louis Néel jugera férocement l'apport au magnétisme en déclarant « Industriellement, ils ne sont jamais arrivés à fabriquer un seul truc. C'était semelles de plombs ce laboratoire... ») s'oriente alors plus particulièrement vers la spectroscopie atomique et joue un rôle pionnier dans le développement de la spectrométrie par transformée de Fourier, au développement de laquelle se consacrent, à partir de 1954, Pierre et Janine Connes. À partir du colloque sur la « spectrométrie interférométrique » organisé à Bellevue en 1957 par P. Jacquinot, le LAC joua le rôle d'une pépinière pour la diffusion de cette nouvelle technique spectrométrique.
Sous la direction de Robert Chabbal le LAC déménage en 1967 vers le campus d'Orsay de l'université Paris-sud, au bord du plateau de Moulon. Le 1er janvier 2015 le LAC, qui était jusque-là unité propre de recherche (UPR no 3321) du CNRS associée à l'université Paris-sud, devient unité mixte de recherche (UMR), sous la triple tutelle du CNRS, de l'université Paris-sud et de l'école normale supérieure de Cachan. Cette unité est dissoute le 31 décembre 2019 pour laisser place à deux « formations de recherche en évolution » (FRE) : l'une reprenant le nom de laboratoire Aimé-Cotton et l'autre LuMIn (Lumière, Matière et Interfaces). Le laboratoire Aimé-Cotton redevient unité mixte de recherche (UMR no 9025) à partir du 1er janvier 2022.

## Thèmes de recherche du laboratoire Aimé-Cotton
- structure et dynamique des atomes et des ions ;
- plasmas chauds, optique atomique ;
- atomes, molécules ultra-froids ;
- spectroscopie dynamique et contrôle des molécules ;
- nanophysique : systèmes complexes et agrégats ;
- nanospectroscopie ;
- création instrumentale ;
- dispositifs lasers, biomédical ;
- aide au déplacement des aveugles ;
- développement des méthodes théoriques.

## Les directeurs du laboratoire Aimé-Cotton depuis 1951
- Pierre Jacquinot (1951-1962)
- Robert Chabbal (1962-1969)
- Pierre Jacquinot (1969-1978)
- Serge Feneuille (1978-1981)
- Sylvain Liberman (1981-1988)
- Catherine Bréchignac (1989-1996)
- Christian Colliex (1996-2001)
- Pierre Pillet (2002-2011)
- Jean-François Roch (2012-2017)
- Djamel Benredjem (2017-2019)
- Olivier Dulieu (2020- )

## Hommage
- Ivan Lorgeré (1967-2009), chargé de recherche au LAC depuis 1996, habilité à diriger des recherches en 2005, est décédé en mission pour le CNRS lors de la catastrophe aérienne du 1er juin 2009[10]. Le laboratoire Aimé-Cotton dédie chaque année un séminaire à sa mémoire[11].